# Provinz Kurhessen
Die preußische Provinz Kurhessen, hervorgegangen aus der vormaligen preußischen Provinz Hessen-Nassau, bestand als Provinz des Freistaates Preußen (im Verband des Deutschen Reiches) vom Juli 1944 bis September 1945.

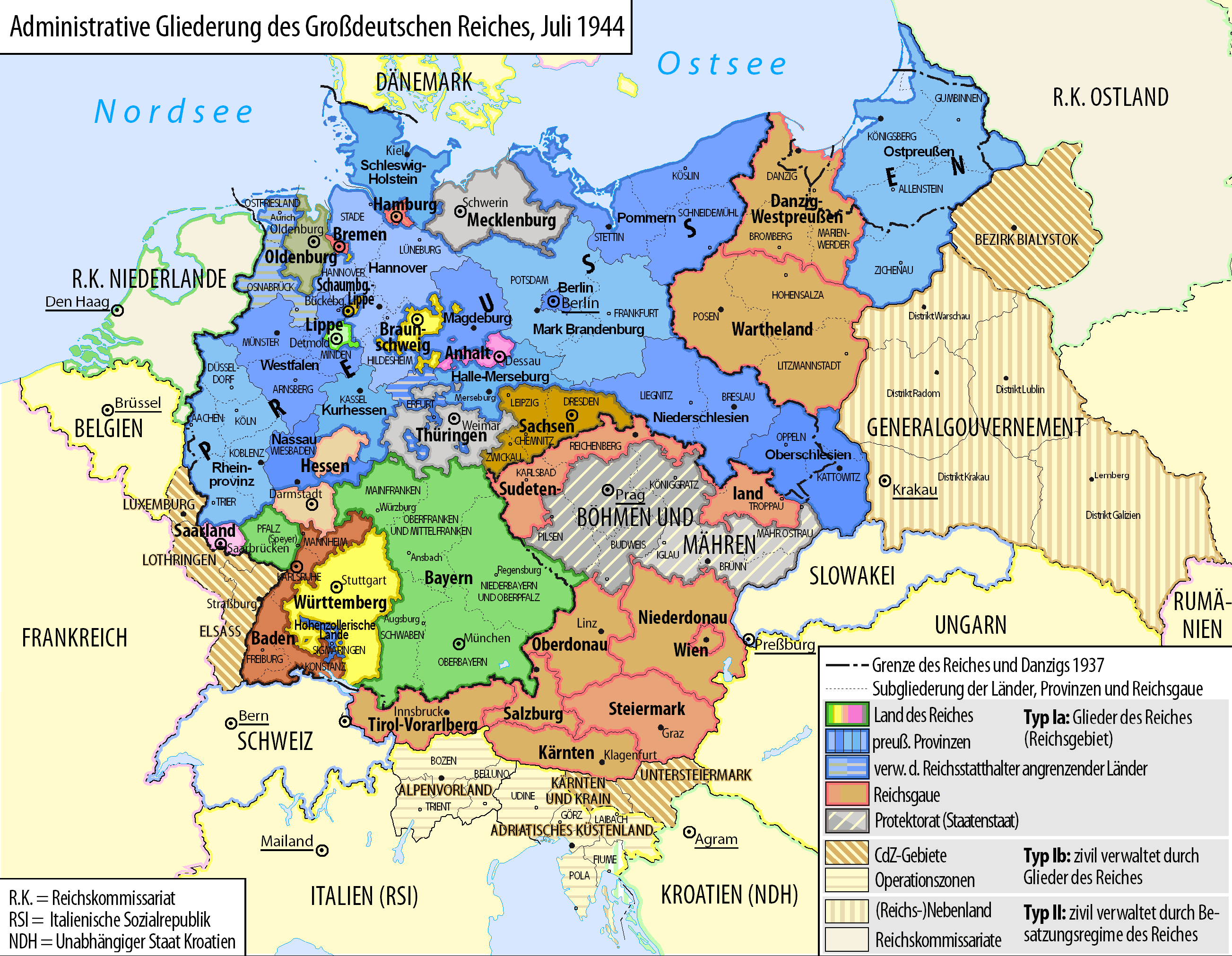
Großdeutsches Reich (Länder und Gaue) 1944

## Geschichte
Durch den „Erlass des Führers über die Bildung der Provinzen Kurhessen und Nassau“ vom 1. April 1944 wurde die preußische Provinz Hessen-Nassau mit Wirkung zum 1. Juli 1944 aufgelöst und ihr bisheriges Gebiet auf die gleichentags neugeschaffenen preußischen Provinzen Kurhessen und Nassau (siehe Provinz Nassau) aufgeteilt. Gleichzeitig wurde der Landkreis Schmalkalden, der bis dahin eine Exklave Hessen-Nassaus im Thüringischen darstellte, an den preußischen Regierungsbezirk Erfurt angeschlossen.
Zum Oberpräsidenten der neuen preußischen Provinz Kurhessen wurde Karl Gerland, der amtierende NSDAP-Gauleiter im Gau Kurhessen, ernannt.

## Verwaltungsgliederung
Die zum 1. Juli 1944 neugeschaffene Provinz Kurhessen bestand aus dem bisherigen Regierungsbezirk Kassel abzüglich der Landkreise Hanau, Gelnhausen und Schlüchtern sowie der damals kreisfreien Stadt Hanau, welche an die neue Provinz Nassau abgetreten werden mussten; außerdem wurde der bisher kurhessische Landkreis Herrschaft Schmalkalden Teil des preußischen Regierungsbezirkes Erfurt. Sitz des neuen Oberpräsidiums war das bisherige Regierungspräsidium in Kassel, der bisherige Regierungspräsident hatte 1944/45 die Funktion eines Stellvertreters des Oberpräsidenten inne.
Am 19. September 1945 wurde Kurhessen durch Erlass der US-amerikanischen Militärregierung zusammen mit Nassau (ohne den westlichen Teil um Montabaur), Oberhessen und Starkenburg zum neuen Land Groß-Hessen (heutiges Bundesland Hessen) zusammengefasst.
Aus der preußischen Provinz Kurhessen wurde nach dem Zweiten Weltkrieg der Regierungsbezirk Kassel, dessen Territorium bis 1974 mit der preußischen Provinz Kurhessen deckungsgleich war.

## Kreise in der Provinz Kurhessen 1944/45
Heute noch existierende Land- und Stadtkreise sind fett gesetzt.

### Stadtkreise
1. Kassel
2. Marburg
3. Fulda

### Landkreise
1. Landkreis Eschwege
2. Landkreis Frankenberg
3. Landkreis Fritzlar-Homberg
4. Landkreis Fulda
5. Landkreis Hersfeld
6. Landkreis Hofgeismar
7. Landkreis Hünfeld
8. Landkreis Kassel
9. Landkreis Marburg
10. Landkreis Melsungen
11. Landkreis Rotenburg (Fulda)
12. Landkreis Waldeck
13. Landkreis Wolfhagen
14. Landkreis Witzenhausen
15. Landkreis Ziegenhain